# 交通事件即決裁判手続法
交通事件即決裁判手続法（こうつうじけんそっけつさいばんてつづきほう、昭和29年5月18日法律第113号）は、交通に関する刑事事件の迅速適正な処理を図るための即決裁判に関する手続に関する日本の法律である。
この法律は国会によって廃止されておらず、また日本国の行政府もe-Govに掲載し続けているものの、この法律に基づく交通事件即決裁判手続は1979年（昭和54年）を最後に行われておらず、事実上死文化している。

## 構成
- 本文（第1条―第17条）
  - 第1条　（この法律の趣旨）
  - 第2条　（定義）
  - 第3条　（即決裁判）
  - 第4条　（即決裁判の請求）
  - 第5条　（書類等の差出）
  - 第6条　（通常の審判）
  - 第7条　（審判）
  - 第8条　（開廷）
  - 第9条　（被告人及び弁護人）
  - 第10条　（期日における取調）
  - 第11条　（証拠）
  - 第12条　（裁判の宣告）
  - 第13条　（正式裁判の請求）
  - 第14条　（即決裁判の効力）
  - 第15条　（仮納付）
  - 第16条　（裁判官の除斥）
  - 第17条　（刑事訴訟法との関係）
- 附則